# جبريل توماس
جبريل توماس (بالفرنسية: Gabriel-Jules Thomas)‏ هو نحات فرنسي، ولد في 10 سبتمبر 1824 في باريس في فرنسا، وتوفي بنفس المكان في 8 مارس 1905.